# 羧酸酯

此為羧酸酯通用結構式，其中R和R'為烴基，可相同或不相同。

羧酸酯，屬於有機化合物，由醇類和羧酸經酯化反應製得。多帶有香味，但亦有一些種類有刺激性，常被用於香精和香料，亦或有殺菌用途。

## 性質
羧酸酯是一種在常溫常壓下，帶有香味的無色中性液體，大多具有麻醉性或刺激性，其中小分子羧酸酯幾乎都可燃。也因如此，大多羧酸酯被認定為有害或危險。其性質會因不同的基團和原子排列方式而產生巨大差異。如：甲酸甲酯易溶於水，且易揮發，而丁酸丁酯、碳酸二甲酯則不溶於水。

## 名稱

### 得名
羧酸酯的羧酸得名自於其所有成員，可被視為羧酸中的H被另一烴基取代，又因為製備過程中有羧酸參與反應，故得其名。而其最後一個字“酯”則代表其為酯類的成員。

### 命名
羧酸酯的命名取決於哪種羧酸与哪種醇類進行酯化反應。若A酸與B醇進行酯化反應，則反應產生的羧酸酯稱為A酸B酯。又因為組成有機化合物時，氫原子可以被鹵素所取代，故命名上也會有差異。

### 化學式
羧酸酯的通用化學式為{\displaystyle {\rm {C_{n}H_{2n}O_{2}}}}。而其通用示性式為{\displaystyle {\rm {C_{n}H_{2n+1}COOC_{n'}H_{2n'+1}}}}

## 成員

### 碳酸酯
碳酸酯是碳酸（HO-C(O)-OH，H2CO3）分子中两个羟基（-OH）的氢原子部分或全部被烷基（R、R'）取代后的化合物。其通式为RO-CO-OH或RO-CO-OR'。遇强酸分解为二氧化碳和醇。

### 甲酸酯
甲酸酯，又稱蟻酸酯，一般利用於醫藥、殺菌；作為溶劑、香精、香料與合成中間體。無色或淡黃色，多帶有水果香味。可溶於乙醇、乙醚。

### 乙酸酯
乙酸酯，俗称醋酸酯。無色、易燃、易揮發有香味。多具有毒性，多用於製作香料、香精。

## 製備
羧酸酯可以藉由取一醇類及羧酸經由加熱或濃硫酸催化後脫水得到。簡式為：羧酸＋醇→酯＋水。

而其反應式為：

{\displaystyle {\rm {C_{n}H_{2n+1}COOH+C_{n'}H_{2n'+1}OH\ {\xrightarrow {H_{2}SO_{4}}}\ C_{n}H_{2n+1}COOC_{n'}H_{2n'+1}+H_{2}O}}}

以下以甲酸丙酯的反應式作為舉例：

{\displaystyle {\rm {HCOOH+C_{3}H_{7}OH\ {\xrightarrow {H_{2}SO_{4}}}\ HCOOC_{3}H_{7}+H_{2}O}}}

## 用途
小分子的醇類及羧酸所組成的羧酸酯多具有香味，因此常被用于香精或香料。如：甲酸乙酯、丙酸甲酯、丙酸正丁酯常被製成香精。甲酸丁酯、乙酸正丁酯則是被應用於香料。 另外因其麻醉性和刺激性，羧酸酯也時常用於醫療方面。例如：甲酸甲酯和甲酸乙酯常被用於殺菌用途。 有些種類亦可用於麻醉，如：丙酸乙酯。

## 危害
由於多數羧酸酯的可燃性和刺激性，導致了許多危害：
- 幾乎所有羧酸酯都會對眼睛、鼻、上呼吸道、咽喉或黏膜具刺激性。例如：丁酸丁酯會刺激上呼吸道導致呼吸急促；乙酸甲酯對黏膜有刺激性；乙酸乙酯對眼、鼻、咽喉有刺激作用。高濃度吸入可能導致急性肺水腫或肝和腎的損害。持續大量吸入則可致呼吸麻痹。
- 中毒。例如：丁酸丁酯會導致動物中毒。
- 易快速燃燒。例如：甲酸甲酯。